# Paracalliope larai
Paracalliope larai is een vlokreeftensoort uit de familie van de Paracalliopiidae. De wetenschappelijke naam van de soort is voor het eerst geldig gepubliceerd in 1975 door Knott.